# Bjorn Rondelez
Bjorn Rondelez (Oostende, 23 juli 1976) is een Belgisch mountainbiker en veldrijder. 

## Levensloop
Hij werd in 2002 Belgisch kampioen veldrijden in de categorie Elite zonder contract.

## Overwinningen
1998
- Cyclocross van Ruiselede/Doomkerke
- Cyclocross van Charleville-Mézières
- Cyclocross van Zingem

1999
- Cyclocross van Ardooie

2000
- Grand Prix Jean Bausch-Pierre Kellner

2001
- Grand Prix Jean Bausch-Pierre Kellner
- Cyclocross van Baumbusch
- Cyclocross van Bredene
- Cyclocross van Obergögsen

2002
- Belgisch kampioen veldrijden, Elite zonder contract

2003
- Cyclocross van Camors

2004
- De Panne Beach Endurance
- Cyclocross van Steinsel-Contern

2005
- De Panne Beach Endurance

2006
- Oostende Beach Race